# Die Memoiren der Tragödin Thamar
Die Memoiren der Tragödin Thamar ist ein deutsches Stummfilmmelodram aus dem Jahre 1917 von Josef Stein mit Maria Carmi in der Haupt- und Titelrolle.

## Handlung
Thamar hat sich als leidenschaftliche Künstlerin einen bedeutenden Namen gemacht. Zu Beginn der Geschichte werden auf die Nöte, Liebe und Leid eines solchen Künstlerlebens intensiv eingegangen. Als Thamar eines Tages zu heiraten beabsichtigt, trifft sie eine folgenschwere Entscheidung: Sie überlässt ihrem Gatten in spe am Vorabend der Trauung ihr streng gehütetes Geheimnis, ihr Tagebuch, das ihre intimsten Gedanken und Erinnerungen beinhaltet. Darin stehen auch Zeilen aus ihrer Vergangenheit (die in dieser Geschichte gleichfalls bebildert wird), die den Zukünftigen erstarren lassen. Thamar gesteht, dass durch ihr Verhalten einst sein Stiefbruder meinte, sich das Leben nehmen zu müssen. Entsetzt über diese Information, bläst der Bräutigam die anstehende Hochzeit ab, worauf die Tragödin Thamar ihrerseits sich mit Gift das Leben nimmt.

## Produktionsnotizen
Die Memoiren der Tragödin Thamar entstand im Herbst 1917 im Bioscop-Atelier in Neubabelsberg, passierte im Januar 1918 die Filmzensur und wurde bald darauf uraufgeführt. 
Der Vierakter besaß, je nach Quelle, eine Länge von 1374 bzw. 1447 Metern.
Robert A. Dietrich und Artur Günther gestalteten die Filmbauten. Hanns Lippmann übernahm die Herstellungsleitung.

## Kritik
Die Neue Kino-Rundschau befand: „Die Hauptrolle der großen Tragödin wird von Maria Carmi mit echtem Künstlerblut dargestellt. Von den übrigen sehr gut spielenden Schauspielen müssen wir Fritz Achterbergs gedenken, der mit dem Temperament des Südländers einen spanischen Artisten mimt. Die Spielleitung, die Josef Stein innehat, erledigt sich ihrer Aufgabe meisterhaft, die photographischen Aufnahmen sind erstklassig.“. 